# Gillian Whitehead
Gillian Whitehead (født 23. april 1941 Auckland, New Zealand) er en newzealandsk komponist.
Whitehead studerede komposition på University of Sydney under Peter Sculthorpe.
Hun deltog derefter på et kompositions kursus i Adelaide ledet af Peter Maxwell Davies, og tog derefter til England for at studere videre hos ham.
Hun har komponeret en symfoni, orkestermusik, operaer, soloværker og korværker.

## Udvalgte værker
- Symfoni nr. 1 "Øen" (2000) - for baryton og orkester
- "Den usandsynlige ordnede dans" (2000) -´for orkester
- "Genoplivninger" (1989) - for stort okester
- "Turanga-nui" (2018) - for orkester